# Imigração em Portugal

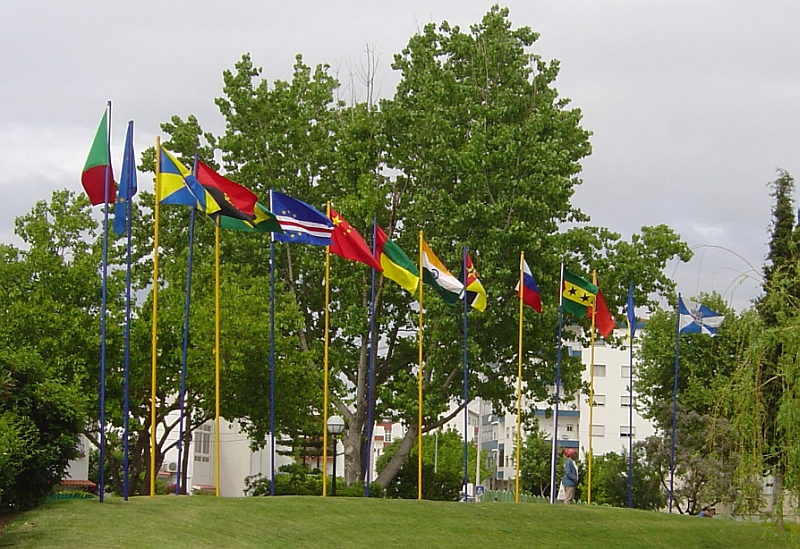
Bandeiras dos países de origem das principais comunidades de imigrantes no concelho do Seixal, em 2007, com bandeiras de Angola, do Brasil, de Cabo Verde, da China, da Guiné-Bissau, da Índia, de Moçambique, da Rússia, de São Tomé e Príncipe, de Timor-Leste e da Ucrânia. Nos extremos, estão as bandeiras de Portugal, União Europeia, do Seixal e da Amora.

O processo de imigração em Portugal teve vários momentos, desde a fixação de diferentes povos no processo de criação da nação portuguesa ao longo de milhares de anos, passando pelo mundo dos dias de hoje, com a imigração proveniente das suas ex-colónias e da Europa de Leste ou até mesmo a imigração de seniores "endinheirados" proveniente de outros países da União Europeia, que devido à criação desse espaço comum e ao desejo dos europeus do Norte da Europa se fixarem nos países do Sul para passarem o resto das suas vidas, depois de uma vida de trabalho.
Portugal, tal como Espanha, passou de um país de emigração para um país de imigração, ou seja, a entrada de pessoas é superior à saída.
Em 2025, dados preliminares indicam que viviam em Portugal pelo menos 1.546.521 cidadãos estrangeiros.

## O povoamento do território
Os imigrantes encontram-se principalmente no litoral, procurando as melhores condições de vida possíveis. Visto que a maior parte da população portuguesa se situa no litoral, há aí mais hipóteses de os imigrantes encontrarem emprego.

## A descolonização

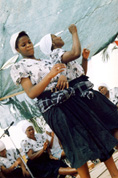
Dançarinas cabo-verdianas de Batuque na Damaia, Amadora, no início da década de 1990.

Nos anos 70 do século XX, com a descolonização começam a surgir e a crescer uma comunidade cabo-verdiana inicial, a que mais tarde se junta uma comunidade africana lusófona, com destaque para os angolanos. Apesar de ter sido sempre em pequenas proporções, a regularidade fez com que esta fosse adquirindo um peso crescente na comunidade portuguesa. A maioria desta comunidade fixou-se em volta da cidade de Lisboa.

## Imigração atual
Até aos anos 90 do século XX, a maioria da imigração em Portugal era oriunda de países lusófonos, dada a proximidade cultural e linguística. No entanto, a partir de 1999, começou repentinamente um tipo de imigração diferente e em massa proveniente da Europa de Leste.
Este grande fluxo migratório muito se deveu à abertura das fronteiras da União Europeia, em 1999. A escassez de empregos indiferenciados nessa região da Europa fez com que estes migrassem para a Península Ibérica, onde existiam grandes necessidades de mão-de-obra para a construção civil e agricultura. Neste fluxo migratório, contavam-se os eslavos (ucranianos, russos e búlgaros) e os latinos (romenos e moldavos).

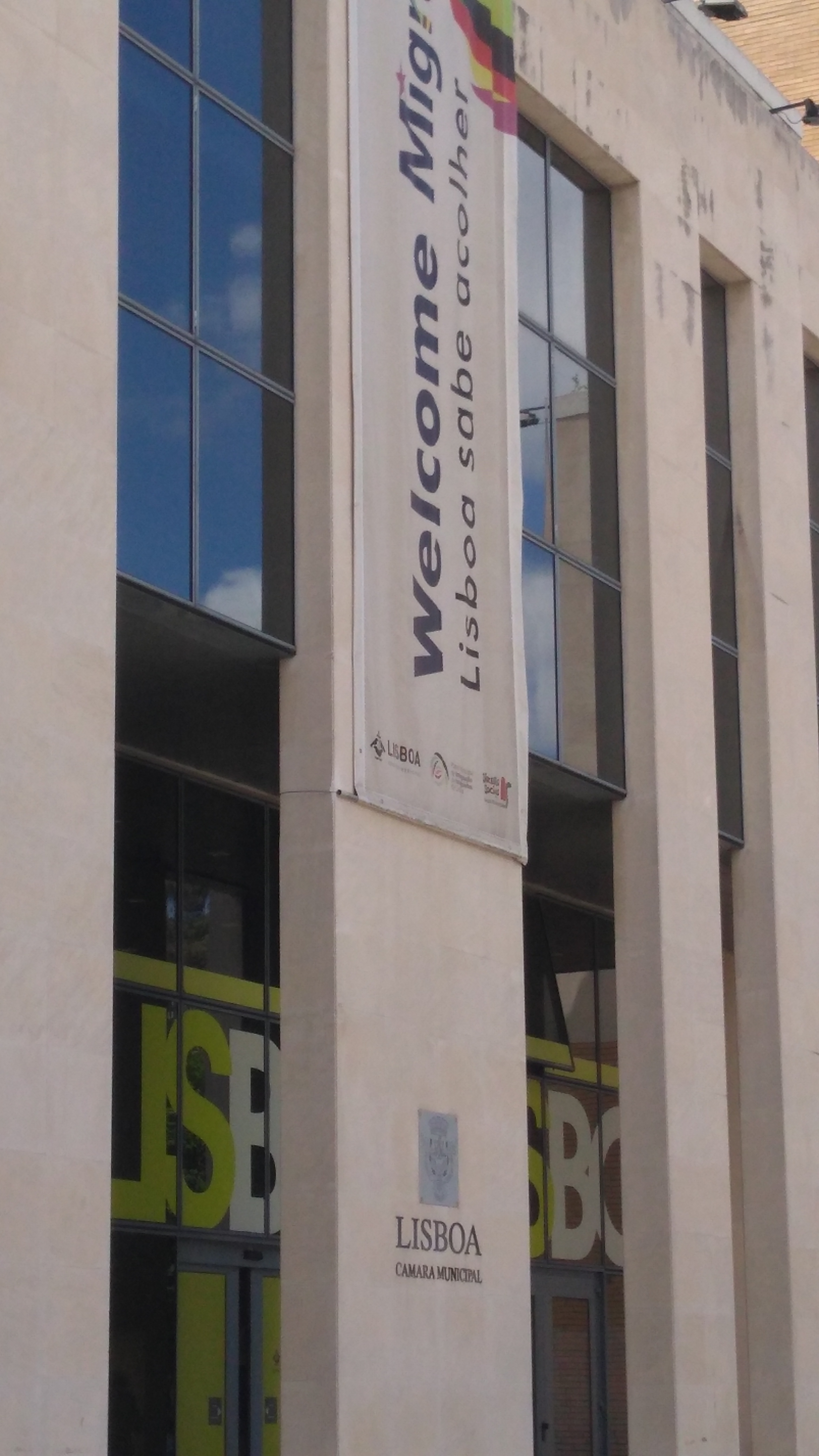
Um cartaz em Lisboa a dar as boas-vindas aos imigrantes, em 2019

No fim da década de 1990 e no início dos anos 2000, um dos maiores grupos, que se fixou sobretudo nas regiões de Lisboa, de Setúbal, de Faro e do Porto, foram os ucranianos. No entanto, o número de imigrantes legais eram de cerca de 70 000, sabendo-se que este número é muitas vezes inferior à realidade. O grupo tornou-se de tal forma numeroso, que fez com que a Ucrânia, de país distante e desconhecido, passasse a ser familiar e que a maioria dos imigrantes de Leste seja vista pelos portugueses como "ucranianos". A imigração de Leste tornou-se de difícil controlo e começaram a atuar no país máfias que traziam e controlavam imigrantes.
Em 2003, a imigração em massa proveniente do leste europeu estancou e passou a ser de fluxo mais ténue, passando a destacar-se a imigração de brasileiros e asiáticos de várias origens (nomeadamente indianos e chineses).
Existem ainda núcleos de imigrantes provenientes da América Latina, principalmente brasileiros e venezuelanos, e do Norte de África.
Em dados oficiais de 2009, viviam em Portugal perto de 500 mil emigrantes, o que representava cerca de 5% da população total do país. As maiores comunidades de imigrantes, que representavam 90% dos imigrantes em território português, eram oriundas do Brasil (17%), Cabo Verde (14%), Ucrânia (9%), Angola (8%), Guiné-Bissau (6%), Reino Unido (6%), Roménia (5%), Espanha (5%), Alemanha (4%), Moldávia (4%), São Tomé e Príncipe (4%), China (3%), França (3%) e Rússia (2%).

### 2017 - presenteː desregulação das leis de imigração 2017-2023 e novas vagas de imigração

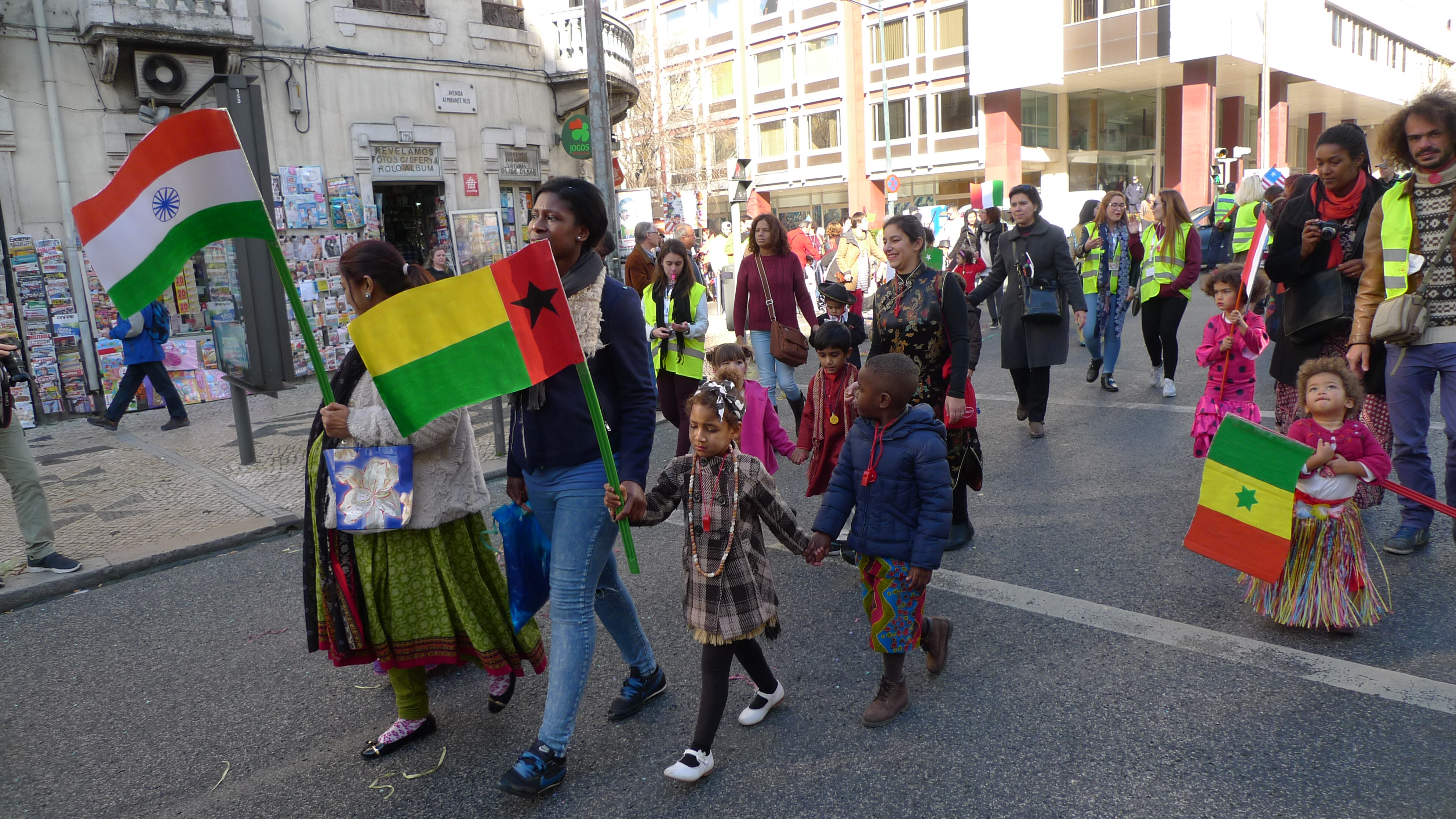
Desfile de Carnaval multi-étnico na Avenida Almirante Reis, em Lisboa, em 2016.

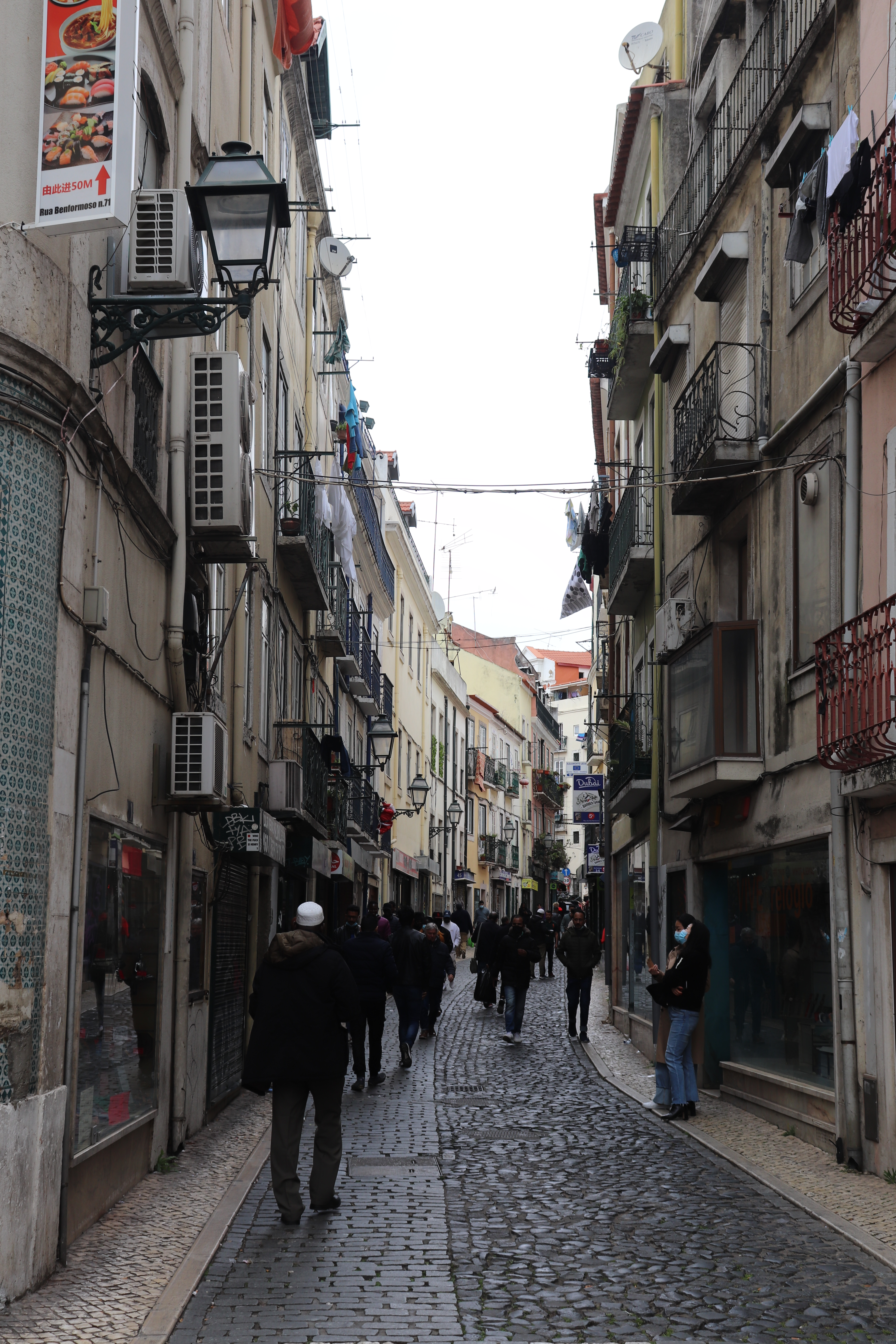
Rua do Benformoso (freguesias de Santa Maria Maior e Arroios), em Lisboa; é possível que haja até 15.000 cidadãos do Bangladesh a morar nesta rua.

Até agosto de 2017, só era concedida autorização de residência em Portugal a imigrantes mediante a apresentação de contrato de trabalho e registo de contribuições fiscais, para garantir que tinham capacidade de se sustentarem em território nacional.
Contra o parecer do Serviço de Estrangeiros e Fronteiras, em 2017 o Bloco de Esquerda propôs passar a autorizar a residência a imigrantes mediante inscrição na Segurança Social e "promessa de um contrato" somente, mesmo sem provas de capacidade de se sustentarem. Essa proposta foi aprovada pelo governo da "Geringonça" com votos dos partidos de esquerda. No seguimento desta alteração na lei, surgiu "todo um mecanismo de negócio de falsos contratos de promessa de trabalho, que eram "vendidos" para trazer pessoas para o território". Ao mesmo tempo levou a um grande aumento de pedidos de regularização para os quais o Serviço de Estrangeiros e Fronteiras (SEF) não tinha capacidade de resposta.
Até 2019, a lei exigia estrita legalidade na entrada no país, mas o governo da "Geringonça" mudou uma vez mais a lei, para passar a oficialmente "presumir entrada legal" de quem esteja a trabalhar há 12 meses no país, significando que todos os imigrantes podem ser legalizados após 12 meses de estadia ilegal desde que não sejam detetados.
Tal como avisado pelo SEF, estas alterações tiveram como resultado um aumento do chamado "efeito de chamada", que se traduziu em três fenómenos: o aumento de imigração clandestina, o aumento da exploração laboral de imigrantes e a sujeição destes a condições desumanas.
Segundo dados oficiais, em 2020 o número de imigrantes brasileiros em Portugal com autorização de residência era quase de 184 mil.

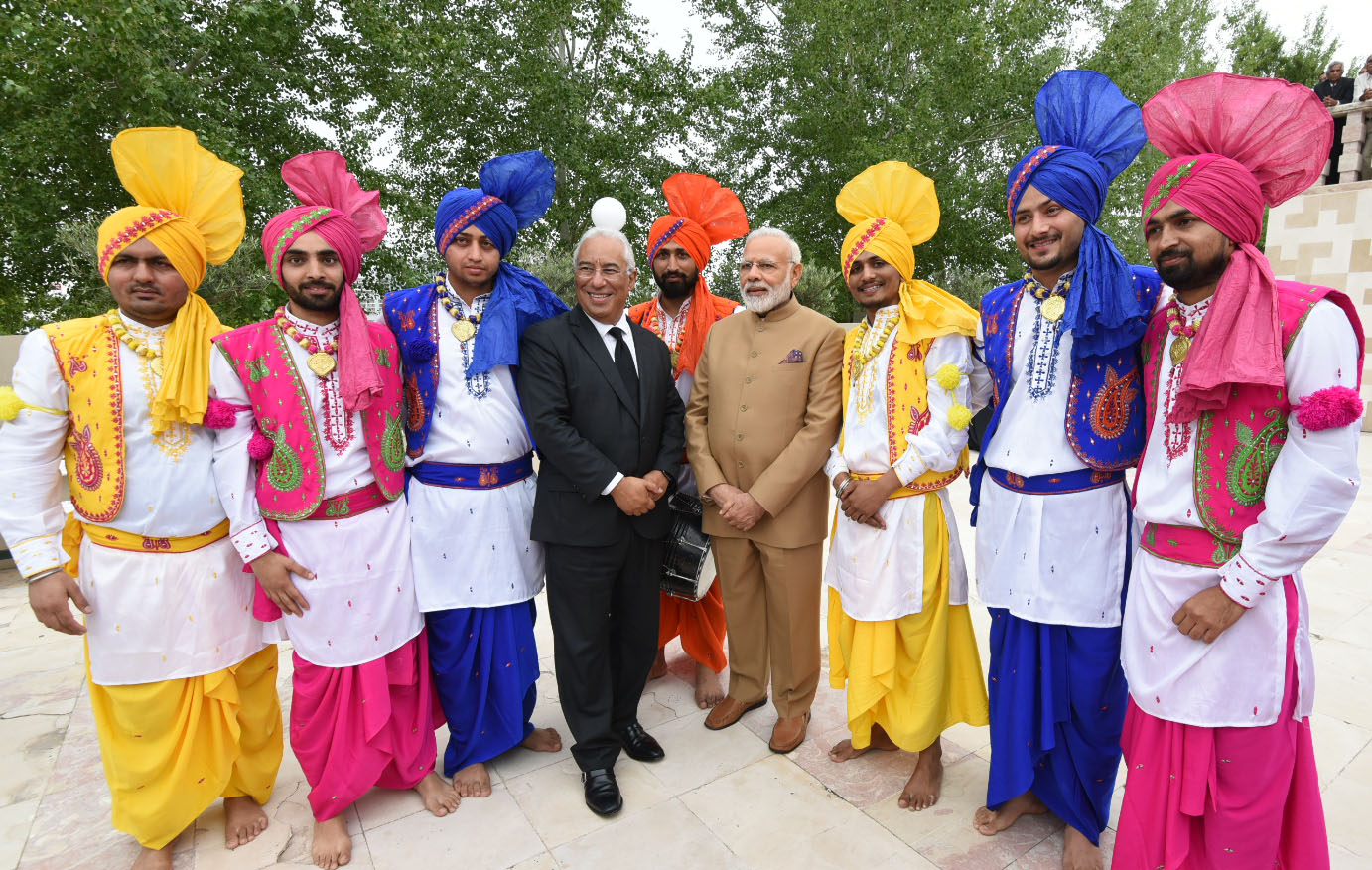
O primeiro-ministro indiano, Narendra Modi, e o então primeiro-ministro português, António Costa visitam a Comunidade Hindu de Portugal, em Lisboa, em 2017.

Entre 1 de junho e 30 de setembro de 2020, ano de confinamento e restrições devido à pandemia COVID-19, entraram em Portugal 53 indivíduos oriundos de Timor Leste; em 2021, foram registadas 350 entradas e em 2022 mais de 3000. No decorrer do ano, 600 timorenses manifestaram interesse em obter autorização de residência para trabalho. O SEF entretanto identificou 11 situações por indícios de auxílio à imigração ilegal e tráfico de pessoas de Timor.
Em novembro de 2022, foi introduzido um novo regime para a entrada de imigrantes em Portugal, que incluía um "visto de procura de trabalho", permitindo que os imigrantes tivessem seis meses para procurar emprego, a abolição de quotas de imigração e a criação de um visto de residência ou estadia temporária para nómadas digitais.
Em 2022, os imigrantes com autorização de residência totalizavam 757.752. O Brasil liderava a tabela, com 233.138 naturais em Portugal.
Em janeiro de 2023, o parlamento português rejeitou proposta do PSD para a criação de um "programa nacional de atração de imigrantes", com votos contra do PS, do CHEGA e do BE, e com abstenção da IL, do PCP, do PAN e do Livre.
Em Março de 2025 o Relatório Intercalar sobre a Recuperação de Processos Pendentes da AIMA vêm atualizar os dados anteriormente divulgados: 
| Ano    | Reportado Anteriormente | Correção | Dados Preliminares |
| ------ | ----------------------- | -------- | ------------------ |
| 2017   | 421.711                 | –        | 421.785            |
| 2018   | 480.639                 | –        | 480.639            |
| 2019   | 590.348                 | 2.548    | 592.906            |
| 2020   | 662.095                 | 4.279    | 666.374            |
| 2021   | 698.887                 | 14.592   | 713.479            |
| 2022   | 781.915                 | 212.096  | 994.011            |
| 2023   | 1.044.606               | 248.857  | 1.293.463          |
| 2024*  | –                       | –        | 1.465.446          |
| 2024** | –                       | –        | 1.546.521          |

* Dados preliminares devido à inclusão de processos do regime transitório (mais de 50 mil pedidos em análise).
** Previsão para o segundo semestre de 2024.

## Estrangeiros por país de origem

Imigrantes em Portugal em 2023, por nacionalidade

Aqui encontra-se uma lista dos principais países de origem de imigrantes em 2023 e respetivos números ao longo dos anos. Estes dados não incluem imigrantes naturalizados e pessoas sob os estatuto de proteção temporária.
| País                | em 2000 | em 2005 | em 2010 | em 2015 | em 2020 | em 2023 |
| ------------------- | ------- | ------- | ------- | ------- | ------- | ------- |
| Brasil              | 22.202  | 31.500  | 119.363 | 82.590  | 183.993 | 368.449 |
| Angola              | 20.416  | 27.533  | 23.494  | 18.247  | 24.449  | 55.589  |
| Cabo Verde          | 47.093  | 55.608  | 43.979  | 38.674  | 36.609  | 48.885  |
| Reino Unido         | 14.096  | 19.005  | 17.202  | 17.237  | 46.239  | 47.409  |
| Índia               | 1.290   | 1.749   | 5.271   | 6.935   | 24.550  | 44.051  |
| Itália              | 3.030   | 4.821   | 5.067   | 6.130   | 28.159  | 36.227  |
| Guiné-Bissau        | 15.941  | 20.935  | 19.817  | 17.091  | 19.680  | 32.535  |
| Nepal               | 0.002   | 0.042   | 0.797   | 4.798   | 21.015  | 29.972  |
| China               | 3.282   | 5.551   | 15.714  | 21.329  | 26.182  | 27.873  |
| França              | 7.193   | 9.589   | 5.111   | 8.440   | 24.935  | 27.549  |
| São Tomé e Príncipe | 5.437   | 8.198   | 10.516  | 9.546   | 10.706  | 26.460  |
| Bangladesh          | 0.171   | 0.621   | 1.007   | 2.571   | 9.916   | 25.666  |
| Ucrânia             | 0.163   | 2.120   | 49.505  | 35.779  | 28.629  | 23.499  |
| Alemanha            | 10.385  | 13.622  | 8.967   | 9.035   | 16.041  | 22.858  |
| Roménia             | 0.369   | 1.564   | 36.830  | 30.523  | 30.052  | 20.881  |
| Espanha             | 12.229  | 16.398  | 8.918   | 10.019  | 16.981  | 20.573  |